# Де Оливейра Кампос, Вандерсон
Ва́ндерсон де Оливе́йра Ка́мпос (порт.-браз. Vanderson de Oliveira Campos; родился 21 июня 2001 года, Рондонополис, Бразилия) — бразильский футболист, защитник клуба «Монако» и сборной Бразилии.

## Клубная карьера
Вандерсон — воспитанник клубов «Униан Рондонополис», «Рио-Бранко» и «Гремио». 28 декабря 2020 года в матче против «Атлетико Гоияниенсе» он дебютировал в бразильской Серии A в составе последнего. 6 января 2021 года в поединке против «Байи» Вандерсон забил свой первый гол за «Гремио». В том же году Феррейра выиграл Лигу Гаушу.

## Достижения
Командные
 «Палмейрас»
- Победитель Лиги Гаушу (1) — 2021